# J. Rodrigues Vieira
João Rodrigues Vieira (Lisboa, 17 de Março de 1856 - 1898), pintor e escultor do primeiro Naturalismo. Discípulo na Academia de Belas Artes, de Victor Bastos e Anunciação, e também de Anatole Calmels, sob quem trabalhou no frontão do edifício da Câmara Municipal de Lisboa.
É um dos membros iniciadores do Grupo do Leão, retratado por Columbano no célebre quadro para a cervejaria (1885) – sentado na ponta direita com a mão à cintura –, como já antes o havia sido no “Retrato do Pintor Rodrigues Vieira” (1876), MNAC.

## Vida e Obra
Concorreu em 1878 à Exposição Universal de Paris, com um busto representando “Flora”. Ainda como escultor e com o mesmo busto em gesso, participa na 12ª exposição da Promotora (1880), Medalha de 3ª classe, (apresentado então no catálogo como 'José', motivo de reiteradas confusões…).
Apresenta-se nas exposições seguintes já como pintor (e com o nome correctamente grafado nos respectivos catálogos), na 13ª da Promotora (1884), Menção Honrosa, e na 14ª a última da Promotora (1887).
Nas Exposições de Quadros Modernos, do Grupo do Leão, iniciadas em 1881, aparece já como vivendo em Leiria, onde foi professor do Liceu local. Participa desde a primeira hora em quase todas, apresentando paisagens delicadas, "tendo interpretado com especial ternura aspectos da região de Leiria", naturezas-mortas e flores "pintadas com frescura". Destacam-se “No Fim do Mercado (Leiria)” e “Para o boudoir de V. Ex.ª”, quadros presentes na 3ª exposição (1883), “Leilão de pesca, praia da Nazareth”, no ano seguinte, e alguns aspectos de Sintra.
O Catálogo Ilustrado da 7ª Exposição de Arte Moderna (1887) indica-nos como nova morada Coimbra, para onde foi como professor de Desenho da Universidade. Mostra ainda quadros de Leiria, mas já uma “Tricana, costume de Coimbra”. Não participará na 8ª exposição do Leão (1888-1889), embora esteja presente na Exposição Industrial de 1888.
No novo Grémio Artístico, de que é Sócio Fundador Correspondente, participa nas três primeiras exposições. Na 2ª do Grémio (1892), a primeira onde serão conferidos prémios, recebe uma Menção Honrosa, quando apresenta “Claustro abandonado (Cellas)”, MNMC, e “A orchidia”, talvez as suas obras mais reconhecidas.
Coincidentemente ou não, deixa de expor depois de 1893, ano da morte de Silva Porto. Após este e J. J. Cipriano Martins, falecido em 1886/7 (?) ainda durante o período das exposições do Grupo do Leão, J. R. Vieira será o terceiro do grupo do célebre quadro a desaparecer. Morre em Coimbra a 5 de Janeiro de 1898. Nesse ano, alguns quadros seus serão presentes na Exposição Extraordinária do Grémio Artístico.